# Shuiskita-(Mg)
La shuiskita-(Mg) és un mineral de la classe dels silicats, que pertany al grup de la pumpel·lyita. Rep el nom en honor de Vadim Prokopevich Shuisky (Вадима Прокопьевича Шуйского) (n. 1936), litòleg i investigador dels estrats sedimentaris dels Urals, de l'Institut de Geologia i Geoquímica de l'Acadèmia de Ciències de Rússia. L'any 2019 li va ser afegir el sufix -(Mg).

## Característiques
La shuiskita-(Mg) és un silicat de fórmula química Ca₂(MgCr₂)(Si₂O₇)(SiO₄)(OH)₂(H₂O). Va ser aprovada com a espècie vàlida per l'Associació Mineralògica Internacional l'any 1980. Cristal·litza en el sistema monoclínic. La seva duresa a l'escala de Mohs és 6.
Segons la classificació de Nickel-Strunz, la shuiskita pertany a «09.B - Estructures de sorosilicats amb grups barrejats de SiO₄ i Si₂O₇; cations en coordinació octaèdrica [6] i major coordinació» juntament amb els següents minerals: al·lanita-(Ce), al·lanita-(La), al·lanita-(Y), clinozoisita, dissakisita-(Ce), dol·laseïta-(Ce), epidota, hancockita, khristovita-(Ce), mukhinita, piemontita, piemontita-(Sr), manganiandrosita-(La), tawmawita, tweddillita, ferrial·lanita-(Ce), niigataïta, manganiandrosita-(Ce), dissakisita-(La), vanadoandrosita-(Ce), uedaïta-(Ce), epidota-(Sr), al·lanita-(Nd), ferrial·lanita-(La), åskagenita-(Nd), zoisita, macfal·lita, sursassita, julgoldita-(Fe2+), okhotskita, pumpel·lyita-(Fe2+), pumpel·lyita-(Fe3+), pumpel·lyita-(Mg), pumpel·lyita-(Mn2+), julgoldita-(Fe3+), pumpel·lyita-(Al), poppiïta, julgoldita-(Mg), ganomalita, rustumita, vesuvianita, wiluïta, manganovesuvianita, fluorvesuvianita, vyuntspakhkita-(Y), del·laïta, gatelita-(Ce) i västmanlandita-(Ce).

## Formació i jaciments
Va ser descoberta al dipòsit de crom de Biserskoye, a l'àrea de Gornozavodskii (Krai de Perm, Rússia). També ha estat descrita a la propera mina Saranovskii, així com a la mina Quincy, a Michigan (Estats Units). Aquests indrets són els únics de tot el planeta on ha estat descrita aquesta espècie mineral.